# تسبرگ
تسبرگ (به انگلیسی: Tasburgh) یک روستا و محله مدنی در بریتانیا است که در South Norfolk واقع شده‌است. تسبرگ ۳٫۷۱ کیلومتر مربع مساحت و ۱٬۱۴۹ نفر جمعیت دارد.